# Клюшин, Степан Фёдорович
Степан Фёдорович Клюшин — советский хозяйственный, государственный и политический деятель.

## Биография
Родился в 1926 году в Степурино. Член КПСС.
С 1946 года — на хозяйственной, общественной и политической работе. В 1946—1986 гг. — помощник мастера, мастер отдела электросталеплавильного цеха, начальник участка отдела технического контроля мартеновских цехов ЧМЗ, парторг на строительстве ЭСПЦ-2 и стана «1700» завода, 2-й секретарь Металлургического райкома КПСС. председатель Челябинского городского комитета народного контроля, помощник директора ЧМЗ по кадрам, 1-й секретарь Металлургического райкома КПСС города Челябинска, секретарь Челябинского облсовпрофа.
Делегат XXV съезда КПСС.
Умер после 2005 года.